# Chikkabellikatti, Sampgaon
Chikkabellikatti là một làng thuộc tehsil Sampgaon, huyện Belgaum, bang Karnataka, Ấn Độ.